# Epilissus emmae
Epilissus emmae là một loài bọ cánh cứng trong họ Bọ hung (Scarabaeidae).